# Matronae Amfratninae
Die Amfratninae oder in der Nebenform Amratninae sind Matronen, die aus mehreren neugefundenen Weiheinschriften aus Eschweiler-Fronhoven überliefert sind und aus dem 2. bis 3. Jahrhundert stammen.

## Auffindung und Inschriften
Im Vorlauf der Erschließung des Braunkohletagebaugebiets „Zukunft West“ 1980 wurde im Eschweiler Ortsteil (heute abgebaggerten) Fronhoven nach ersten Prospektionen in der Flur „Domerberg“ ein römerzeitliches Heiligtum mit Apsis ergraben  bei dem durch Funde zahlreicher Votivsteine für die bereits bekannte Matronae Alaferhviae zwölf Voten für die bis dato unbekannten Amfratnihenae ausgegraben wurde. In den Inschriften erscheint die Nebenform  Amratninae in vier Inschriften, beziehungsweise Fragmenten. Die Matronen wurden durch eine insichriftlich belegte, männerbündische Kurie der curia Amartnina verehrt.

„[Amf]ratnihen[is] / [---]aniae Titaca [et] / [---]is M[------ “

„Matron(is) / Amratnine(is) / Optius Qua[r]/[tio? ------“

„Amfratnichenis / C(aius) Iul(ius) Tertius / ex [im(perio) ip(sarum)] p(osuit) l(ibens) m(erito)“

„Matronis / Amfratnineis / T(itus) Iulius Secun/dus v(otum) s(olvit) l(ibens) m(erito)“

„Amfratninis / L(ucius) Nigrinius / Comes l(ibens) m(erito)“

„Matronis / Amfratninechi[s] / C(aius) Ferenniu[s] / Opt[a]tus p[ro] / [se et suis? ------“

„Matronis / [A]mfratnin(e)chis / Q(uintus) Quintinius / [-]p[------“

„M(atronis) Amartn(i)n/[e]his T(itus) Iulius / Vitalis pro / se [et suis] v(otum) / s(olvit) l(ibens) m(erito)“

„Matronis / Amfratnin/ehis Q(uintus) Asi[“

„[A]mfra[tninehis] / [3] Anto[nius(?) 3]ar[3] / Ca[3] p(ro) se et s(uis) / v(otum) [s(olvit)] l(ibens) m(erito)“

„Amratnin[eis] / [“

„] / [A]mfrat[nineis(?)] / [3]sic[3] / [3]T[“

## Beiname und Deutung
Die Deutung des Namens haben Günter Neumann und Robert Nedoma Lösungen vorgeschlagen, wobei Neumann von der Variante „Amratninae“ als Basis ausgeht und Nedoma die Hauptform, als ältere Form, für seine Deutung ansetzt. Theo Vennemann sieht in der Form zwei kompositale Glieder enthalten, die seiner Sicht nach geläufige „toponymische Basen“ zeigen,  die er jedoch an keinem Toponym aus dem Umkreis von Eschweiler anbinden kann.
Neumann sieht in etymologische Deutung Schwierigkeiten passende Wortstämme als Basis festzustellen in der Relation der beiden Namenvarianten. Er präferiert die Nebenform Amratninae gegenüber der Form mit eingefügtem (Epenthese)  Konsonanten f  und postuliert einen Nominalstamm amra- der in den altgermanischen Sprachen als Homonym belegt ist und im Altnordischen die Bedeutung von „bitter“ hat und in althochdeutsch amaro die Getreideart des Sommerdinkels, beziehungsweise des Emmers bezeichnet und liegt im Ortsnamen Amorbach vor. Das Suffix -atn- sieht er ebenfalls als schwer anbindbar, sodass Neumann eine Verschreibung t aus þ für ein germanisches Suffix *þan- und konstruiert ein hypothetisches *amra-þan- = „Bitterkeit, mit Ampfer bewachsen“ anzusetzen wäre der Name eine Ableitung von einem Toponym darstellt. Er betont, dass kein Parallelfall mit dem Suffix -þan- besteht, weder in einem Orts-Pflanzennamen verwirklicht belegt ist.
Nedoma deutet aus den Schwierigkeiten heraus die Neumann festgestellt hat, die Hauptform als die ältere Form, da sie die schwieriger zu lesende ist (Lectio difficilior) und segmentiert anders als Neumann. Er trennt zunächst das Präfix am- aus *an(a)-  = „an“ ab und erhält den Stamm -fraþn- zu althochdeutsch (gi)frad = „tüchtig, bewirkend, überzeugend“, somit würde der Beiname die Wirksamkeit, den günstigen Einfluss und das hilfreiche Wesen der Matronen bezeichnen.